# Adam Scott (actor)
Adam Scott (Santa Cruz, 3 de abril de 1973) es un actor estadounidense. Es conocido por su papel de Henry Pollard en la comedia del canal Starz, Party Down, Ben Wyatt en la también comedia, Parks and Recreation de la NBC y como Mark Scout en la serie de drama de Apple TV Severance.

## Biografía
Adam Scott nació en Santa Cruz, California. Sus padres son dos maestros jubilados y es el menor de tres hermanos, Shannon y David. En 1993, se graduó en la American Academy of Dramatic Arts de Los Ángeles.

### Cine
En 1993, se graduó en la American Academy of Dramatic Arts de Los Ángeles. Comenzó trabajando originalmente como actor dramático, pero su gran versatilidad lo fue llevando poco a poco hacia el camino de la comedia. Uno de sus primeros papeles en el cine fue en la película de terror, Hellraiser: Bloodline.
A mediados de la década de los 90, obtuvo sus primeros trabajos profesionales, entre los que se cuentan los largometrajes "Frankie the Fly" (1996), en donde actuó junto a Dennis Hopper y Daryl Hannah; "Ronnie" (2002), un thriller que lo tuvo como protagonista; "Toda la verdad" (2002), protagonizada por Ashley Judd y Morgan Freeman; "El aviador" (2004), de Martin Scorsese; o "The Matador" (2005), con Pierce Brosnan.
Entre sus últimos trabajos están las películas "La madre del novio" (2005), "The Return" (2006), "Lío embarazoso (Knocked Up)" (2007), "August", "Hermanos por pelotas (Step Brothers)" (2008) o "Leap Year" (2010), y el thriller de horror "Piranha 3-D" (2010), Bacherolette (2012), A.C.O.D. (2013), "La vida secreta de Walter Mitty" (2013), entre muchas otras.
En televisión ha participado en las series "A dos metros bajo tierra", "Urgencias (E.R.)", "Murder One", "NYPD Blue","Party of Five", "Wasteland", "CSI: Miami" o "Ley y orden", entre otras. También ha interpretado a Palek en la serie "Tell Me You Love Me", y a Henry Pollar en "Party Down". Entree 2010 y 2015 protagonizó la comedia "Parks & Recreation" como el personaje Ben Wyatt.
En el teatro ha tenido papeles en las producciones "Uncle Bob", que se presentó en Los Ángeles, Nueva York y Edimburgo; "Everett Beekin" en el South Coast Repertory; "Romeo y Julieta" en el Festival de Shakespeare de Berkeley; "Dealer’s Choice" y "Buffalo Hunters" en el Mark Taper Forum; "Beirut" en el Gardner Stage; "Water and Wine" en el Met Theatre; y "Bloody Poetry" en el Globe Theatre.
Adam Scott vive en Hollywood, California, con su esposa, Naomi Sablan.

## Filmografía

### Cine
| Año  | Título                             | Personaje               | Observaciones                                           |
| ---- | ---------------------------------- | ----------------------- | ------------------------------------------------------- |
| 1994 | Cityscrapes: Los Angeles           | Joe                     |                                                         |
| 1996 | Hellraiser: Bloodline              | Jacques                 |                                                         |
| 1996 | The Last Days of Frankie the Fly   | Race Track Valet        |                                                         |
| 1996 | Star Trek: First Contact           | Defiant Conn Officer    |                                                         |
| 1997 | Dinner and Driving                 | Larry                   |                                                         |
| 1997 | Payback                            | Adam Stanfill           | Película para TV                                        |
| 1998 | Girl (película de 1998)            | Scott                   |                                                         |
| 1998 | The Lesser Evil                    | Young George            |                                                         |
| 1998 | Hairshirt                          | Fan en el bar           |                                                         |
| 1999 | Sagamore                           | Alex                    | Película para TV                                        |
| 1999 | Winding Roads                      | Brian Calhoun           | Television film                                         |
| 2001 | Date Squad                         | Fred                    | Cortometraje                                            |
| 2001 | Seven and a Match                  | Peter                   |                                                         |
| 2002 | Ronnie                             | Ronnie Schwann          |                                                         |
| 2002 | High Crimes                        | Teniente Terrence Embry |                                                         |
| 2002 | Bleach                             | Fulton                  | Cortometraje                                            |
| 2003 | Something More                     | Saul                    | Cortometraje                                            |
| 2003 | Two Days                           | Stu                     |                                                         |
| 2004 | Torque                             | FBI Agent McPherson     |                                                         |
| 2004 | Off the Lip                        | David                   |                                                         |
| 2004 | El aviador                         | Johnny Meyer            |                                                         |
| 2005 | The Matador                        | Phil Garrison           |                                                         |
| 2005 | Monster-in-Law                     | Remy                    |                                                         |
| 2006 | Art School Confidential (película) | Marvin Bushmiller       |                                                         |
| 2006 | First Snow                         | Tom Morelane            |                                                         |
| 2006 | Who Loves the Sun                  | Daniel Bloom            |                                                         |
| 2006 | The Return (película de 2006)      | Kurt                    |                                                         |
| 2007 | Knocked Up                         | Samuel - Nurse          |                                                         |
| 2008 | The Great Buck Howard              | Alan Berkman            |                                                         |
| 2008 | August                             | Joshua Sterling         |                                                         |
| 2008 | Corporate Affairs                  | Jack Hightower          |                                                         |
| 2008 | Step Brothers                      | Derek                   |                                                         |
| 2008 | Lovely, Still                      | Mike Malone             |                                                         |
| 2009 | The Vicious Kind                   | Caleb Sinclaire         | Nominado—Anexo:Premio Independent Spirit al mejor actor |
| 2009 | Passenger Side                     | Michael                 | También productor ejecutivo                             |
| 2010 | Operation: Endgame                 | Magician                |                                                         |
| 2010 | AIDS: We Did It!                   | Man                     | Cortometraje                                            |
| 2010 | Leap Year                          | Jeremy                  |                                                         |
| 2010 | Piranha 3-D                        | Novak                   |                                                         |
| 2011 | Fight for Your Right Revisited     | Cab Driver              | Cortometraje                                            |
| 2011 | The Terrys                         | Narrator                | Cortometraje                                            |
| 2011 | Our Idiot Brother                  | Jeremy                  |                                                         |
| 2011 | Friends with Kids                  | Jason Fryman            |                                                         |
| 2012 | Bachelorette                       | Clyde                   |                                                         |
| 2012 | HJ Gloves                          | Man #2                  | Cortometraje                                            |
| 2012 | See Girl Run                       | Jason                   |                                                         |
| 2012 | A.C.O.D.                           | Carter                  | También productor ejecutivo                             |
| 2012 | The Guilt Trip                     | Andrew Margolis, Jr.    |                                                         |
| 2013 | La vida secreta de Walter Mitty    | Ted Hendricks           |                                                         |
| 2014 | They Came Together                 | Sound Engineer          | Cameo                                                   |
| 2015 | The Overnight                      | Alex                    | También productor ejecutivo                             |
| 2015 | Sleeping with Other People         | Dr. Matthew Sobvechik   |                                                         |
| 2015 | Hot Tub Time Machine 2             | Adam Yates Jr.          |                                                         |
| 2015 | Black Mass                         | Robert Fitzpatrick      |                                                         |
| 2015 | Krampus                            | Tom Engel               |                                                         |
| 2017 | Little Evil                        | Gary Bloom              |                                                         |
| 2024 | Madame Web                         | Ben Parker              |                                                         |
| 2025 | The monkey                         | Petey Shelburn          |                                                         |

### Televisión
| Año           | Título                                      | Papel                        | Notas |
| ------------- | ------------------------------------------- | ---------------------------- | --- |
| 1994          | Dead at 21                                  | Dan                          | Episodio: "Pilot"                                                                                         |
| 1994          | Boy Meets World                             | Band Member                  | Episodio: "Band on the Run"                                                                               |
| 1995          | ER (serie de televisión)                    | David Kerstetter             | Episodio: "Full Moon, Saturday Night"                                                                     |
| 1995          | Boy Meets World                             | Griffin Hawkins              | 3 episodios                                                                                               |
| 1995          | Murder One                                  | Sydney Schneider             | 6 episodios                                                                                               |
| 1996          | NYPD Blue                                   | Gordon Puterbaugh            | Episodio: "The Nutty Confessor"                                                                           |
| 1998–1999     | Party of Five                               | Josh Macon                   | 7 episodios                                                                                               |
| 1999          | Wasteland                                   | Phillip the Coffee Boy       | 7 episodios                                                                                               |
| 2002          | Glory Days                                  | Howard Dichotsky             | Episodio: "Everybody Loves Rudy"                                                                          |
| 2002          | A dos metros bajo tierra                    | Ben Cooper                   | 2 episodios                                                                                               |
| 2004          | CSI: Miami                                  | Danny Cato                   | Episodio: "Stalkerazzi"                                                                                   |
| 2005          | Veronica Mars                               | Mr. Rooks                    | Episodio: "Mars vs. Mars"                                                                                 |
| 2006          | Law & Order                                 | Robbie Howell                | Episodio: "America, Inc."                                                                                 |
| 2007          | Tell Me You Love Me                         | Palek                        | 10 episodios                                                                                              |
| 2009–2010     | Party Down                                  | Henry Pollard                | 20 episodios; También productor                                                                           |
| 2009–2010     | Eastbound & Down                            | Pat Anderson                 | 2 episodios                                                                                               |
| 2010          | Childrens Hospital                          | Lt. D'Ghor Koru              | Episodio: "Joke Overload"                                                                                 |
| 2010          | The Wonderful Maladys (serie de televisión) | Alice exnovio                | Pilot |
| 2010–2015     | Parks and Recreation                        | Ben Wyatt                    | 97 episodios Nominado—Critics' Choice Television Award a Mejor Actor en una Serie de Comedia (2013, 2014) |
| 2011          | NTSF:SD:SUV::                               | Van Damm                     | Episodio: "The Risky Business of Being Alone in Your Home"                                                |
| 2012          | Burning Love                                | Damien Assante               | 6 episodios                                                                                               |
| 2012          | Comedy Bang! Bang!                          | Él mismo                     | Episodio: "Adam Scott Wears A Red Oxford Shirt & Jeans"                                                   |
| 2012–2014     | The Greatest Event in Television History    | Él mismo                     | 4 episodios; También creador, director, productor ejecutivo                                               |
| 2013          | Robot Chicken                               | Care Bear / Father (voces)   | Episodio: "Botched Jewel Heist"                                                                           |
| 2013          | Drunk History                               | John Wilkes Booth            | Episodio: "Washington D.C."                                                                               |
| 2013          | Timms Valley                                | US Marshal Lonny (voz)       | Piloto |
| 2016          | The Good Place                              | Trevor                       | Episodios: 1x08 (Most improved player), 1x09 (...Someone like me as a member), 1x12 (Mindy St. Claire)    |
| 2017, 2019    | Big Little Lies                             | Ed Mackenzie                 | 7 episodios                                                                                               |
| 2017          | Veep                                        | Presentador del Tonight Show | Episodio: "A Woman First"                                                                                 |
| 2017          | Wet Hot American Summer: Ten Years Later    | Ben                          | 7 episodios                                                                                               |
| 2017–2018     | Ghosted                                     | Max Allison                  | 13 episodios                                                                                              |
| 2019          | The Twilight Zone                           | Justin Sanderson             | Episodio: "Nightmare at 30,000 Feet"                                                                      |
| 2021          | Duncanville                                 | Nick (voz)                   | Episodio: "Das Banana Boot"                                                                               |
| 2021          | Big Mouth                                   | Mr. Keating (voz)            | Episodio: "Green-Eyed Monster"                                                                            |
| 2022-presente | Severance                                   | Mark Scout                   | 9 episodios, también productor                                                                            |
| 2022          | Loot                                        | John Novak                   | Episodio: "Piloto"                                                                                        |

## Premios y nominaciones
| Premios Primetime Emmy | Premios Primetime Emmy                       | Premios Primetime Emmy | Premios Primetime Emmy | Premios Primetime Emmy |
| Año                    | Categoría                                    | Trabajo nominado       | Resultado              | Ref.                   |
| ---------------------- | -------------------------------------------- | ---------------------- | ---------------------- | ---------------------- |
| 2022                   | Mejor actor principal en una serie dramática | Severance              | Nominado               | [ 3 ]                  |